# Riccardo Domenici
Riccardo Domenici (1924) è uno scenografo e costumista italiano.

## Biografia
Ha lavorato con grandi registi della sua epoca, tra gli altri: Steno (5 film), Sergio Corbucci (5 film),  Antonio Margheriti (5 film), Mario Mattoli (4 film) e Camillo Mastrocinque (3 film).
A partire dagli anni 1960 ha curato le scenografie o i costumi di vari Spaghetti western, tra cui 10.000 dollari per un massacro (1967), Il grande silenzio (1968), Django sfida Sartana (1970), Dio in cielo... Arizona in terra (1972), Il mio nome è Shangai Joe (1973) e Che botte ragazzi! (1975). Ha partecipato anche ai film di spionaggio Le spie uccidono a Beirut (1965), A 077 - Sfida ai killers (1966) e Il grande silenzio (1968).
Sul piano internazionale ha collaborato con i registi: Viktor Tourjansky, Jaime Jesús Balcázar, Juan Bosch e Ignacio F. Iquino.

## Filmografia
- Due notti con Cleopatra, regia di Mario Mattoli (1953) – arredatore
- Totò a colori, regia di Steno (1953) – arredatore
- Riscatto, regia di Marino Girolami (1953) – arredatore
- Attila, regia di Pietro Francisci (1954) – (arredatore)
- Prigionieri del male, regia di Mario Costa, (1955) – scenografo, arredatore
- Destinazione Piovarolo, regia di Domenico Paolella (1956) – arredatore
- Totò, Peppino e la... malafemmina, regia di Camillo Mastrocinque (1956) – arredatore
- Totò, Peppino e i fuorilegge, regia di Camillo Mastrocinque (1956) – arredatore
- Adorabili e bugiarde, regia di Nunzio Malasomma (1958) – arredatore
- Totò nella luna, regia di Steno (1958) – arredatore
- Il vedovo, regia di Dino Risi (1959) – arredatore
- Erode il Grande, regia di Arnaldo Genoino e Viktor Turžanskij (1958) – arredatore
- Il nemico di mia moglie, regia di Gianni Puccini (1959) – arredatore
- La notte brava, regia di Mauro Bolognini (1959) – arredatore
- Costa Azzurra, regia di Vittorio Sala (1959) – oggetti di scena
- Genitori in blue jeans, regia di Camillo Mastrocinque (1960) – scenografie set
- Vanina Vanini, regia di Roberto Rossellini (1961) – costumista
- Signori si nasce, regia di Mario Mattoli (1961) – arredatore
- Il mio amico Benito, regia di Giorgio Bianchi (1962) – arredatore
- Il figlio di Spartacus, regia di Sergio Corbucci (1962) – arredatore
- La marcia su Roma, regia di Dino Risi (1962) – arredatore
- Obiettivo ragazze, regia di Mario Mattoli (1963) – arredatore
- La frusta e il corpo, regia di Mario Bava (1963) – arredatore, con il nome Gus Marrow
- Il crollo di Roma, regia di Antonio Margheriti (1963) – artista scenico e decorazione set
- I tre volti della paura, regia di Mario Bava (1963) – scenografo, arredatore set
- La vergine di Norimberga, regia di Antonio Margheriti (1963) – architetto-scenografo
- I maniaci, regia di Lucio Fulci (1964) – arredatore
- Cadavere per signora, regia di Mario Mattoli (1964) – scenografo, arredatore
- Ursus, il terrore dei kirghisi, regia di Antonio Margheriti (1964) – scenografo
- Un mostro e mezzo, regia di Steno (1964) – scenografo
- I giganti di Roma, regia di Antonio Margheriti (1964) – costumista
- Le spie uccidono a Beirut, regia di Luciano Martino (1965) – architetto-scenografo, con il nome Rick Sommers
- L'uomo che ride, regia di Sergio Corbucci (1966) – arredatore set
- A 077 - Sfida ai killers, regia di Antonio Margheriti (1966) – scenografo-costumista, con il nome Dick Sunday
- 10.000 dollari per un massacro, regia di Romolo Guerrieri (1967) – scenografo
- Bersaglio mobile, regia di Sergio Corbucci (1967) – architetto-scenografo
- L'uomo del colpo perfetto, regia di Aldo Florio (1967) – costumista-arredatore
- Riusciranno i nostri eroi a ritrovare l'amico misteriosamente scomparso in Africa?, regia di Ettore Scola (1968) – arredatore
- 4 dollari di vendetta, regia di Jaime Jesús Balcázar (1968) – scenografo
- Il grande silenzio, regia di Sergio Corbucci (1968) – architetto-scenografo
- Un treno per Durango (1968), regia di Mario Caiano (1968) – scenografo-costumista
- Gli specialisti, regia di Sergio Corbucci (1969) – scenografo, attore: MacLane
- Django sfida Sartana, regia di Pasquale Squitieri (1970) – decoratore degli interiori
- Lo strano vizio della signora Wardh, regia di Sergio Martino (1971) – costumista
- I corvi ti scaveranno la fossa (1972), regia di Juan Bosch (1972) – arredatore
- Dio in cielo... Arizona in terra, regia di Juan Bosch (1972) – arredatore
- I racconti di Viterbury - Le più allegre storie del '300, regia di Mario Caiano (1973) – costumista
- Il mio nome è Shangai Joe, regia di Mario Caiano (1973) – scenografo-arredatore
- Che botte ragazzi!, regia di Bitto Albertini (1975) – arredatore
- Piedone a Hong Kong, regia di Steno (1975) – arredatore)
- Morte sospetta di una minorenne, regia di Sergio Martino (1975) – architetto-scenografo-arredatore
- Zorro, regia di Duccio Tessari (1975) – scenografie set
- L'Italia s'è rotta, regia di Steno (1976) – arredatore
- Un millón por tu historia, regia di Ignacio F. Iquino (1981) – architetto-scenografo